# Cidade; Campo

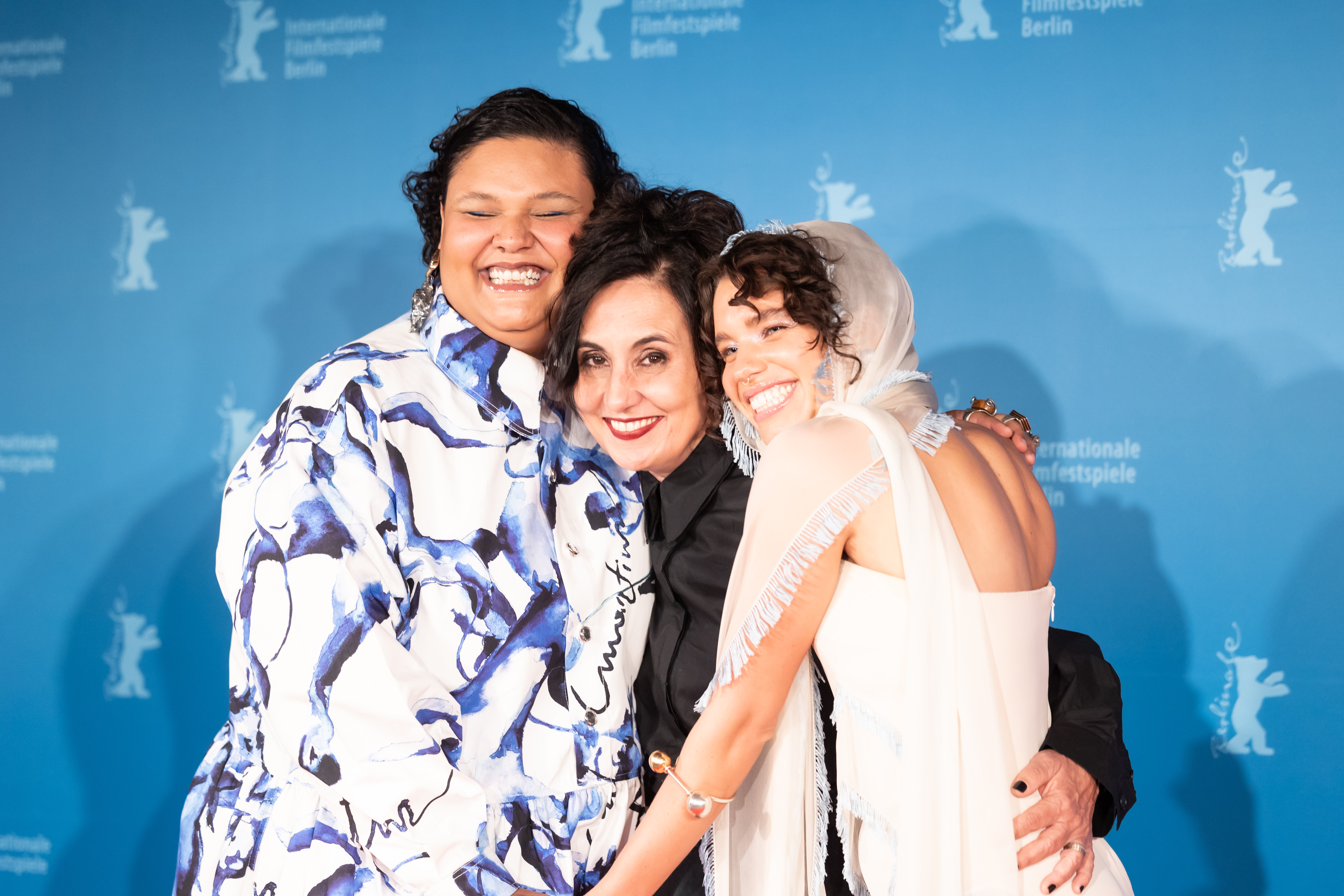
Die Hauptdarstellerinnen des Films bei dessen Vorstellung auf der Berlinale 2024

Cidade; Campo ist ein brasilianisch-deutsch-französischer Spielfilm unter der Regie von Juliana Rojas aus dem Jahr 2024. Der Film feierte am 19. Februar 2024 auf der Berlinale seine Weltpremiere in der Sektion Berlinale Encounters, wo das Werk den Regiepreis erhielt.
Der Film ist untergliedert in zwei fast gleich lange Teile, die in ihrer Erzählweise an Kurzgeschichten erinnern. Beide Teile beschäftigen sich mit der gegenläufigen Migration zwischen Stadt und Land und ihren jeweiligen Herausforderungen. Auf eben diese Dichotomie wird bereits im Titel verwiesen - Cidade; Campo (deutsch: Stadt; Land).

## Handlung

### Erster Teil: Land - Stadt
In der ersten Geschichte zieht Joana, eine Landarbeiterin, nach São Paulo, nachdem ihr Heimatdorf durch den Zusammenbruch eines Staudamms für Bergbauabfälle vom Schlamm überflutet und zerstört wurde. Notgedrungen zieht Joana zu ihrer Schwester Tânia und deren Enkel Jaime nach São Paulo, der bevölkerungsreichsten Stadt Südamerikas, während sie auf ihre Reparationsleistungen vom Staat Brasilien wartet, welche jedoch nie kommen werde. Hier in der "Stadt der Arbeit" muss sie ihren Platz im Leben neu definieren und parallel den Verlust ihrer Heimat und der Natur bewältigen. Über das Internet findet sie durch Hilfe ihres Enkels Arbeit als Reinigungskraft und wird mit der prekären Arbeitswelt einer Großstadt konfrontiert, die ihr bislang unbekannt war. Sie schließt jedoch schnell Freundschaften in ihrer Firma und beteiligt sich am gemeinsamen Einsatz für bessere Arbeitsbedingungen. Immerzu erinnert Joana sich an ihre Verluste, in Form von Alpträumen oder Halluzinationen ihres nach ihrer Heimat benannten Pferdes Alecrim. Mit der Zeit intensiviert sich ihre Beziehung zu Jaime und auch Erinnerungen an Joanas vermissten Sohn werden lebendig.

### Zweiter Teil: Stadt - Land
Als Flávia von ihrem Vater eine Farm erbt, verlegen sie und ihre Frau Mara ihren Lebensmittelpunkt von der Stadt aufs Land. Beim Erkunden des Anwesens kommen Details aus dem Leben des Verstorbenen, zu dem Flávia keine enge Beziehung hatte, zutage. Auch diese beiden Menschen kommen in eine neue Umgebung, die ihnen fremd ist und in der sie erst lernen müssen, mit den Frustrationen und Geistern der Vergangenheit zurechtzukommen. Flavia wird das Gefühl nicht los, dass in den Wäldern um das Haus unheimliche Dinge geschehen. Die Natur konfrontiert sie mit den Geistern ihrer Vergangenheit.

## Produktion

### Filmstab
Regie führte Juliana Rojas, von der auch das Drehbuch stammt. Die Kameraführung lag in den Händen von Alice Andrade Drummond und Cris Lyra, die Musik komponierte Rita Zart und für den Filmschnitt war Cristina Amaral verantwortlich.
In wichtigen Rollen sind Fernanda Vianna als Joana, Mirella Façanha als Flávia und Bruna Linzmeyer als Mara zu sehen. 

### Produktion und Förderungen
Produziert wurde der Film von Maria Ionescu, Sara Silveira und Ingmar Trost. Produktionsfirma war Dezenove Som e Imagens Produções, koproduziert haben Good Fortune Films und Sutor Kolonko e. K., Köln. Unterstützt haben die Produktion unter anderem die Filmförderung der Stadt São Paulo, SP Cine und die Film- und Medienstiftung NRW. Cidade; Campo ist einer von zwölf Filmen, die über den World Cinema Fund gefördert und zur Berlinale 2024 eingeladen wurden.

### Dreharbeiten und Veröffentlichung
Gedreht wurde in Brasilien. Der Film feierte am 19. Februar 2024 auf der Berlinale seine Weltpremiere in der Sektion Berlinale Encounters.

## Auszeichnungen und Nominierungen
- 2024: Internationale Filmfestspiele Berlin, Sektion Encounters – Beste Regie (Juliana Rojas)

Cidade; Campo gelangte in die finale Auswahl, als Bester Internationaler Film bei der Oscarverleihung 2025 zu vertreten. Rojas Werk hatte gegenüber der später dreifach Oscar-nominierten Filmbiografie Für immer hier das Nachsehen.

## Rezeption
Olivia Popp bezeichnete auf Cineuropa die Langsamkeit als Stärke: „Das meditative, aber niemals schleppende Tempo entlockt dem Zuschauer die Kontemplation zwischen den Geschichten, die sich für sich genommen unvollendet anfühlen würden.“ Angelo Acerbi hob auf Fred - The Festival Insider die gelungene Umsetzung des Kontrasts zwischen den materialistischen Anforderungen des Stadtlebens und den existentialistischen Dimensionen des Lebens in und mit der Natur hervor. Dagegen sah OnealRedux auf moviebreak.de die Umsetzung der Filmideen als „schauspielerisch holperig und atmosphärisch unbeständig“ an. Der Film verliere sich „im narrativen Nichts.“